# Avenida Afonso Pena
A Avenida Afonso Pena é uma das principais avenidas da cidade de Belo Horizonte. Inaugurada à época da fundação da nova capital de Minas Gerais, é o coração econômico e um dos referenciais urbanos belo-horizontinos. Estende-se por 4,3 km no sentido nor-noroeste-su-sudeste. Em linha reta, percorre o centro de Belo Horizonte e os bairros Boa Viagem, Funcionários, Savassi, Serra e Cruzeiro. Ao lado das avenidas Amazonas e do Contorno, é uma das principais vias da área central da cidade. 
Seu percurso se inicia na Praça Rio Branco, em frente à estação rodoviária. Cruza a Avenida Amazonas na Praça Sete, ponto considerado o hipercentro de Belo Horizonte e marcado por um obelisco. Corta ainda, dentre outras, a Rua da Bahia, a Avenida Brasil e a Avenida Getúlio Vargas. Estende-se para além da Avenida do Contorno, avançando em direção à Serra do Curral, ultrapassando o traçado original da cidade. Termina na Praça da Bandeira, onde encontra a Avenida Bandeirantes.
Encontra-se nessa avenida grande riqueza arquitetônica em estilos de diferentes épocas. Ao longo de seus 4,3 km encontram-se vários pontos históricos e culturais importantes, órgãos dos poderes públicos municipal, estadual e federal. Destacam-se o Cine-Teatro Brasil, o Café Nice, o Centro Cultural do Instituto Moreira Salles, o Edifício Acaiaca, o Othon Palace Hotel, a Igreja de São José, o prédio da Prefeitura Municipal, o Parque Municipal, o Teatro Francisco Nunes, o Palácio da Justiça Rodrigues Caldas, o Edifício Automóvel Clube, o antigo Conservatório da Universidade Federal de Minas Gerais, o Palácio das Artes e a Bolsa de Valores Minas-Espírito Santo-Bahia. Aos domingos, a área compreendida entre as ruas dos Guajajaras e da Bahia abriga a Feira de Artes e Artesanato.

## História
A avenida foi projetada para funcionar como eixo norte-sul do perímetro urbano da "Cidade de Minas Gerais" e inaugurada em 12 de dezembro de 1897, mesma data da inauguração de Belo Horizonte. A planta original de Aarão Reis concebeu a Afonso Pena como a mais larga via da cidade, com 50 m de largura. As demais avenidas teriam 35 m, as ruas na zona urbana 20 m e as suburbanas teriam 14m. Durante o século XX, sofreu várias alterações que modificaram consideravelmente o projeto original, tendo sido ampliada e alargada.
Nas primeiras décadas do século XX, havia fícus plantados em ambos os lados da via e trilhos por onde passavam os bondes. A população, especialmente as pessoas de classes mais altas e famílias tradicionais, se encontrava na avenida durante o footing no final das tardes. Entre as localidades mais marcantes desse período que desapareceram com o passar do tempo destacam-se a loja de roupas femininas Slooper, a chapelaria Londres, a sapataria Clark e o Café Galo.
Durante a administração do Prefeito Jorge Carone Filho, no início da década de 1960, os fícus foram derrubados para alargamento da avenida - embora os motivos oficiais do corte, alegados pelo Poder Público à época, tenham sido a contaminação das plantas por pragas e a proliferação de insetos - e os bondes foram desativados para aumentar as pistas de rolamento de automóveis.
A avenida sempre teve início na Praça Rio Branco, onde, desde a década de 1970, se localiza a Estação Rodoviária de Belo Horizonte, mas originalmente terminava na praça do Cruzeiro, atual Praça Milton Campos. Em 1970, sua extensão foi prolongada até a Praça da Bandeira, chegando aos pés da Serra do Curral e adquirindo o traçado que possui atualmente.